# IC 4474
IC 4474 је спирална галаксија у сазвјежђу Волар која се налази на листи објеката дубоког неба у Индекс каталогу.
Деклинација објекта је + 23° 25' 44" а ректасцензија 14h 38m 22,4s. Привидна величина (магнитуда) објекта IC 4474 износи 15,2 а фотографска магнитуда 16,0.